# 평천초등학교
평천초등학교는 대한민국 경상북도 영천시에 있는 공립 초등학교이다.

## 학교 연혁
- 1949년 9월 1일: 임고북부국민학교 개교
- 1968년 6월 4일: 평천국민학교로 개칭
- 1996년 3월 1일: 평천초등학교로 개칭
- 1999년 3월 1일: 자양초등학교, 자양초등학교 신방분교 본교로 통합
- 2015년 9월 1일: 제25대 김두리 교장 취임

## 참고 자료
- 평천초등학교 - 한국교육학술정보원 학교알리미